# Michael Angarano

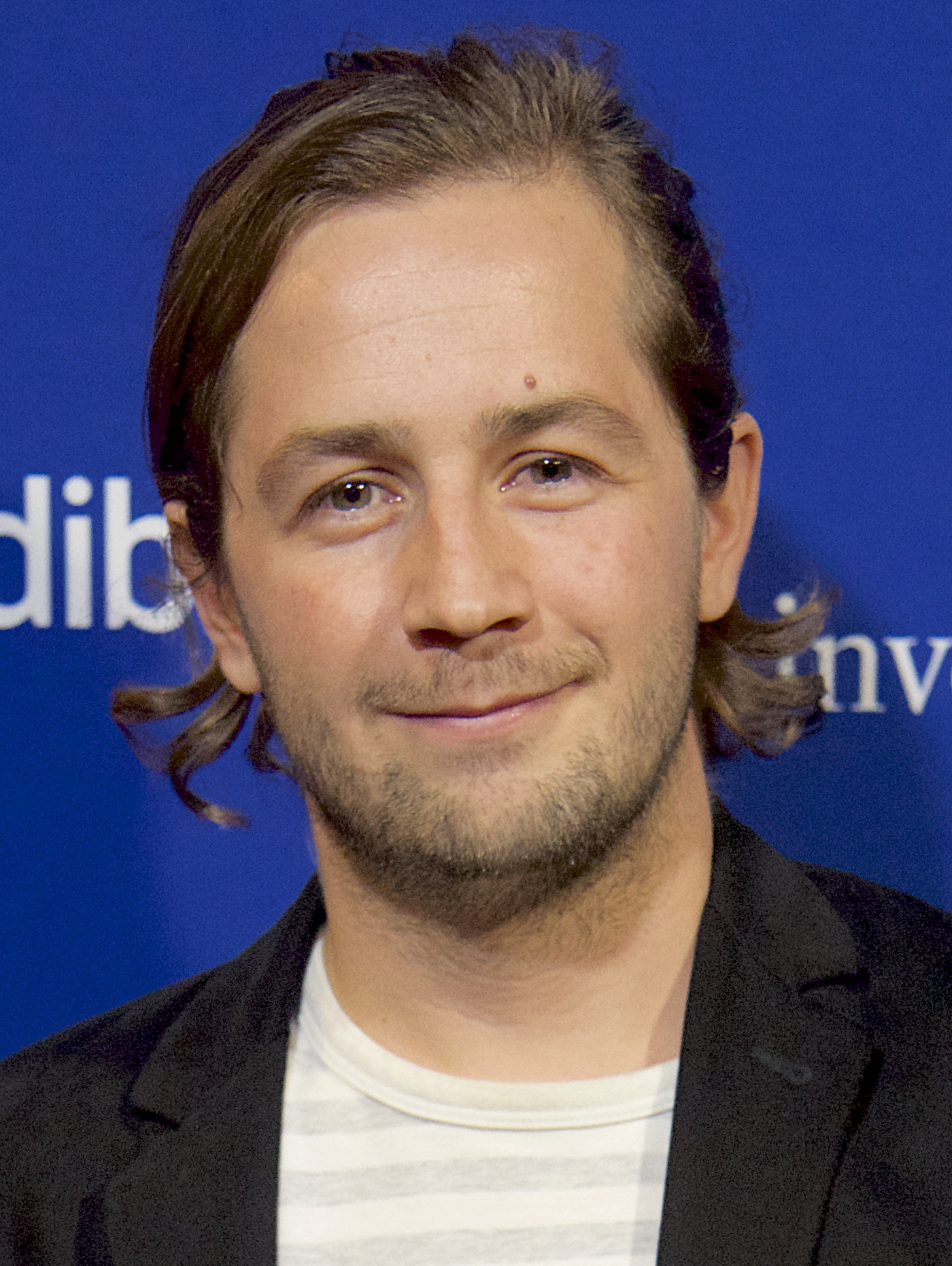
Michael Angarano (2017)

Michael Anthony Angarano (* 3. Dezember 1987 in Brooklyn, New York City) ist ein US-amerikanischer Schauspieler.

## Leben
Angarano wurde in Brooklyn geboren und lebte bis zu seinem zwölften Lebensjahr in Staten Island, New York. Er hat zwei jüngere Geschwister, Erica und Andrew, sowie eine ältere Schwester namens Kristen. Er hat italienische Vorfahren. Seine Eltern Doreen und Michael Angarano besitzen drei Tanzstudios (Name: Reflections in Dance), zwei in New York City (Brooklyn und Staten Island) und eines in Kalifornien (Los Angeles). Im Alter von 12 Jahren zog Angarano zusammen mit seiner Familie nach Los Angeles, wo er die Crespi Carmelite High School besuchte, an der er 2005 seinen Schulabschluss machte.
In einem Interview vom 5. November 2008 mit der amerikanischen Vanity Fair gab die Schauspielerin Kristen Stewart bekannt, dass sie und Angarano eine Beziehung führen. Im Jahr 2009 trennten sich die beiden jedoch wieder. Er war mit Juno Temple, die er bei der Produktion des Filmes The Brass Teapot 2012 kennenlernte, liiert und lebte in Los Feliz, einem Stadtteil von Los Angeles.
2020 verlobte er sich mit der Schauspielerin Maya Erskine, die beiden haben ein Kind zusammen (Stand 2023).

## Karriere
Michael begann seine Karriere mit fünfeinhalb Jahren als Kindermodel für die Tanzstudios seiner Eltern. Anschließend war er in einigen amerikanischen TV-Serien zu sehen, bis er 1997 seine erste größere Rolle im Film Zum Teufel mit den Millionen bekam, in dem unter anderem auch Tim Allen zu sehen ist. 1999 spielte er im Film Music of the Heart zusammen mit Meryl Streep und ein Jahr darauf, 2000, verkörperte er den jungen William Miller in dem von Kritikern hochgelobten Musikdrama Almost Famous – Fast berühmt. Der Film, bei dem Cameron Crowe Regie führte und Kate Hudson eine der Hauptrollen übernahm, bekam unter anderem einen Oscar für das beste Drehbuch, einen Grammy für den besten Soundtrack, einen Golden Globe, sowie zwei BAFTA Awards und einen Satellite Award. Von 2001 bis 2006 spielte er in elf Episoden der Fernsehserie Will & Grace Elliot, den Sohn von Jack McFarland, eine der Hauptfiguren. 2002 übernahm er in Emilys Geheimnisse neben Evan Rachel Wood und David Gallagher die Rolle des Philip. 2004 war er in den Filmen The Dust Factory – Die Staubfabrik und Speak – Die Wahrheit ändert alles sowie der Serie Summerland Beach zu sehen, 2005 übernahm er im Drama Dear Wendy die Rolle des Freddie (das Drehbuch zu Dear Wendy schrieb der Däne Lars von Trier, Regie führte Thomas Vinterberg). Größere Aufmerksamkeit bekam er in den Filmen Dogtown Boys und Sky High – Diese Highschool hebt ab!, welche beide 2005 veröffentlicht wurden. 2006 spielte er im Drama Das Traum-Date den an einem Hirntumor leidenden Teenager Dylan Jameison, dessen letzter Wunsch ein Date mit einem Supermodel ist.
2007 war er in The Bondage, einem Film über einen aus einer heilen Familie flüchtenden Jungen, und Black Irish, einem irischen Familiendrama, zu sehen. Des Weiteren drehte er 2007 den Film Snow Angels, basierend auf dem gleichnamigen Buch, übernahm die Rolle des Filmfanatikers Cameron Kincaid in Man in the Chair und spielte vier Episoden lang Scott Wallace in der Serie 24. Außerdem war er im selben Jahr in The Final Season – Daran wirst du dich immer erinnern, einem Sportdrama, welches auf wahren Begebenheiten basiert, zu sehen. 2008 erreichte Angarano durch den Film The Forbidden Kingdom große Aufmerksamkeit. In diesem Martial-Arts-Film spielt er neben Jackie Chan und Jet Li die Hauptrolle des Jason Tripitikas. The Forbidden Kingdom erreichte in der ersten Woche Platz 1 der Kinocharts mit 20,9 Mio. Dollar Umsatz und bekam durchschnittliche bis positive Bewertungen.
In dem von Jared Hess gedrehten Film Gentlemen Broncos verkörpert Angarano den skurrilen Außenseiter Benjamin Purvis, dem als Nachwuchsautor die Story von seinem Idol geklaut wird. Gentlemen Broncos wurde unter anderem auch auf der Berlinale 2010 gezeigt. Der Film erhielt überwiegend negative Kritiken. 2011 ist Angarano unter anderem in Von der Kunst, sich durchzumogeln mit Freddie Highmore und Emma Roberts, dem Thriller Red State (von Kevin Smith) und Haywire (ehemals „Knockout“) zu sehen. Auch Antonio Banderas, Michael Douglas, Ewan McGregor und Channing Tatum haben Rollen in Haywire. Bereits 2010 erschien Ceremony. Dort verkörpert er einen jungen Mann, der einer älteren Frau (Uma Thurman) hinterherreist, um ihre Hochzeit mit einem anderen Mann zu verhindern.

## Filmografie (Auswahl)
- 1995: Saturday Night Live (Fernsehserie, Folge 20x20 David Duchovny/Rod Stewart)
- 1997: Zum Teufel mit den Millionen (For Richer or Poorer)
- 1999: Music of the Heart
- 2000: Almost Famous – Fast berühmt (Almost Famous)
- 2000–2001: Cover Me (Fernsehserie, 24 Folgen)
- 2001–2006, 2017: Will & Grace (Fernsehserie, 13 Folgen)
- 2001: Emilys Geheimnisse (Little Secrets)
- 2003: Maniac Magee (Fernsehfilm)
- 2003: Seabiscuit – Mit dem Willen zum Erfolg (Seabiscuit)
- 2004: Speak – Die Wahrheit ändert alles (Speak)
- 2004: The Dust Factory – Die Staubfabrik (The Dust Factory)
- 2004: Office Girl (Fernsehserie, 2 Folgen)
- 2005: Dear Wendy
- 2005: Summerland Beach (Fernsehserie, 2 Folgen)
- 2005: Dogtown Boys (Lords of Dogtown)
- 2005: Sky High – Diese Highschool hebt ab! (Sky High)
- 2005: Das Traum-Date (One Last Thing…)
- 2006: Bondage
- 2007: 24 (Fernsehserie, Folgen 6x01–6x04)
- 2007: Engel im Schnee (Snow Angels)
- 2007: Man in the Chair
- 2007: Black Irish
- 2007: The Final Season – Daran wirst du dich immer erinnern (The Final Season)
- 2008: The Forbidden Kingdom
- 2009: Gentlemen Broncos
- 2010: The Right Bride – Meerjungfrauen ticken anders (Ceremony)
- 2011: Von der Kunst, sich durchzumogeln (The Art of Getting By)
- 2011: Red State
- 2011: Haywire
- 2012: Schmerzensgeld – Wer reich sein will, muss leiden (The Brass Teapot)
- 2013: Empire State – Die Straßen von New York (Empire State)
- 2013: Eine Lektion in Sachen Liebe (The English Teacher)
- 2014–2015: The Knick (Fernsehserie, 20 Folgen)
- 2015: Wild Card
- 2015: The Stanford Prison Experiment
- 2017: Sun Dogs
- 2017–2018: Mom (Fernsehserie, 2 Folgen)
- 2017–2018: I’m Dying Up Here (Fernsehserie, 20 Folgen)
- 2018: In a Relationship
- 2018–2021: This Is Us – Das ist Leben (This Is Us, Fernsehserie, 7 Folgen)
- 2019: Dollface (Fernsehserie, 1 Folge)
- 2022: Minx (Fernsehserie)
- 2023: Oppenheimer
- 2024: Sacramento (auch Drehbuch und Produktion)
- 2024: Horizon – Eine amerikanische Saga (Horizon: An American Saga)